# 锡尔托里
锡尔托里（義大利語：Sirtori），是意大利莱科省的一个市镇。总面积5.5平方公里，人口2942人，人口密度534.9人/平方公里（2009年）。国家统计（ISTAT）代码为097076。